# 鴎州コーポレーション
株式会社鷗州コーポレーション（おうしゅうコーポレーション）はAICエデュケーションの旧社名。広島県を中心に展開する学習塾・英語教室・パソコン教室・スポーツクラブなどを運営する会社。
広島県広島市中区中町の並木通りに本社を置いている。鷗州塾（おうしゅうじゅく）を展開していることで知られている。OSHUの名称を使用することもある。

## 概要
鷗州コーポレーションが運営する鷗州塾は、小学校受験入学を目指す幼児部、学力定着や中学校受験を目指す小学部、高校受験を目指す中学部、大学受験現役合格を目指す高校部を設置。幼児から高校生までが通うことができる。
学習塾の他にも、英語教室、パソコン教室、サッカークラブ、バスケットボールクラブ、健康教室、フィットネスジムなどの各種教育事業を展開。幅広い教育サービスを提供している。
2003年にニュージーランドのオークランドにAIC（Auckland International College）を開校させたが、生徒募集に困難を生じたことから2023年6月に閉校。2006年4月に中高一貫校AICJ中学校・高等学校を下祇園駅の近くに開校。

## 展開
現在、鷗州塾は広島県・岡山県・山口県・大阪府に、ぱそこん教室は広島県・岡山県・山口県に展開。AIC Kidsは東京都・神奈川県・茨城県・千葉県・埼玉県・愛知県・長野県・岐阜県・大阪府・京都府・兵庫県・滋賀県・和歌山県・広島県・岡山県・山口県に開校している。

## 歴史
- 1973年2月:創業
- 1986年6月:株式会社鷗州社設立
- 1989年:山口県に進出
- 1991年:株式会社鷗州コーポレーションに社名を変更する
- 1995年:岡山県に進出、鷗州サッカークラブを開校
- 1996年:本社新社屋完成
- 2000年:鷗州塾ぱそこん教室を開校
- 2003年:ニュージーランドのオークランドにAIC(Auckland International College)を開校
- 2004年:広島県にAICJインターナショナルスクール広島を開校
- 2005年:大下学園祇園高等学校を運営する学校法人大下学園の経営権を承継し、学校法人AICJ鷗州学園とする。AICバイリンガル幼稚舎の前身となる、AIC附属幼稚舎を開校。
- 2006年:学校法人AICJ鷗州学園によりAICJ中学校・高等学校開校、同校への支援を開始
- 2011年:大阪府に進出[6]
- 2012年:AIC鷗州開智学館を開校
- 2014年:AIC Kids/Teensを開校
- 2015年:一般社団法人AIC鷗州スポーツクラブを設立
- 2017年:脳も鍛える健康教室 アピネを開校
- 2018年:子どものための制作×プログラミング ロボ団を開校
- 2019年:24時間フィットネス アピネ24を開校、鷗州バスケットボールクラブを開校、かもめ書道教室を開講
- 2020年:株式会社AICエデュケーションへ社名変更
- 2023年:ニュージーランドのAIC(Auckland International College)を閉校。